# Raymond Marcellin

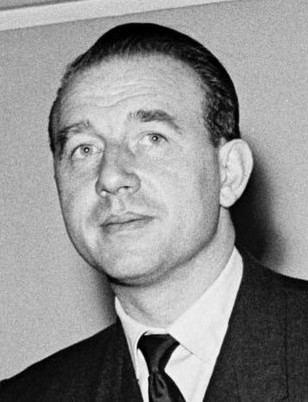
Raymond Marcellin (1950)

Raymond Marcellin (* 19. August 1914 in Sézanne, Département Marne; † 8. September 2004 in Paris) war ein französischer Politiker (CNIP, RI, PR, UDF). Er war Gesundheits- (1962–66), Industrie- (1966–67) und Innenminister Frankreichs (1968–74), langjähriger Abgeordneter in der Nationalversammlung und Präsident des Regionalrats der Bretagne.

## Leben und politische Karriere
Marcellin, Sohn eines Bankiers, promovierte 1941 an der Universität Straßburg zum Doktor des Rechts. Im Vichy-Regime war er Generalsekretär des Institut d'études corporatives et sociales, das die Ideen von Marschall Pétains Révolution nationale verbreiten sollte, und wurde mit dem Orden der Francisque ausgezeichnet. Später schloss er sich der Résistance an und wird daher als ein «vichysto-résistant» bezeichnet. Nach Kriegsende 1945 wurde Marcellin Rechtsanwalt am Appellationsgerichtshof in Paris.
Marcellins politische Laufbahn begann 1946, als er erstmals als Abgeordneter des bretonischen Départements Morbihan in die Nationalversammlung gewählt wurde, der er bis 1963 angehörte. Er war zunächst kurzzeitig Mitglied der Union gaulliste, dann des Centre national des indépendants et paysans (CNIP). In der Vierten Republik war er Staatssekretär im Industrie- und Handelsministerium (1949–52), dann Staatssekretär bei den Premierministern Edgar Faure, Antoine Pinay und Félix Gaillard, zuletzt mit Zuständigkeit für öffentlichen Dienst und Verwaltungsreform (1957–58).
Ab 1962 gehörte er den konservativ-liberalen Républicains indépendants an. Während der Präsidentschaft Charles de Gaulles war Marcellin von Mai 1962 bis Januar 1966 Gesundheitsminister in den Kabinetten Pompidou I und II. In Pompidous drittem Kabinett war er von Januar 1966 bis April 1967 Industrieminister. Anschließend war er beigeordneter Minister für Raumplanung. Vom 30. Mai 1968 bis 27. Februar 1974 war Marcellin französischer Innenminister. In dieser Position stand er für die Rückkehr zur Ordnung nach den Unruhen im Mai 1968. Präsident Charles de Gaulle bezeichnete ihn als „echten Fouché“, eine Bezugnahme auf seinen gemäßigteren Vorgänger Christian Fouchet sowie den brutalen Polizeiminister Napoleons, Joseph Fouché. In der 68er-Bewegung war er als Hardliner verhasst. Marcellin ließ sowohl links- als auch rechtsextreme Organisationen verbieten (z. B. Occident und Ordre Nouveau).
Im kurzlebigen Kabinett Messmer III war Marcellin von März bis Mai 1974 Landwirtschaftsminister. Danach war er von 1974 bis 1981 Senator. Die Républicains indépendants benannten sich 1977 in Parti républicain um, die zum bürgerlichen Parteienbündnis Union pour la démocratie française (UDF) gehörte. Von 1981 bis 1997 war Marcellin erneut Abgeordneter des 1. Wahlkreises von Morbihan in der Nationalversammlung.
Neben seiner Karriere in der nationalen Politik hatte Marcellin mehrere Ämter und Mandate auf lokaler und regionaler Ebene in der Bretagne inne. So stand er von 1964 bis 1998 – 34 Jahre lang – dem Generalrat des Départements Morbihan vor. Von 1965 bis 1977 war er zudem Bürgermeister der Stadt Vannes. Von 1978 bis 1986 bekleidete er das Amt des Vorsitzenden des Regionalrates der Bretagne.